# Lucrezia d'Alagno
Lucrezia d'Alagno   (Nàpols, 1430 (Gregorià) - Ischia, 23 de setembre de 1479 (Gregorià)) filla de Nicola, primer senyor feudal del Casal de la "Torre dell'Annunciata" (la futura Torre Annunziata) i de Covella Toraldo, és coneguda en la història per ser la preferida d'Alfons V d'Aragó, rei de Nàpols i pels assaigs dedicats a ella per Benedetto Croce.

## Biografia
Hi ha molt poques notícies sobre els seus primers anys. Llegendària i, d'alguna manera romàntica, la trobada amb el sobirà, data presumiblement del 1448, quan Alfons V la va veure casualment al carrer, mentre Lucrècia, llavors amb uns divuit anys, esperava un costum tradicional per a la festa de Sant Joan, i s'enamora d'ella. Aleshores, Lucrècia va ocupar la seva residència al districte de Borgo de la ciutat actual de Torre Del Greco, en una zona que avui es diu "Orti della Contessa", no gaire lluny del castell aragonès, avui Palazzo di Città, on sovint es trobava el sobirà.
Sembla que les relacions entre tots dos van romandre exclusivament intel·lectuals, però la jove Lucrècia va aconseguir una influència sobre el sobirà que, segons Ricordi di Loise De Rosa, cronista de l'època, «... que volia qualsevol gràcia del rei va ser de Madame Lucrezia ». Tot i això, aquestes "gràcies" no varen ser completament gratuïtes, si és cert que Lucrècia es va enriquir considerablement en nom seu. A mesura que la seva fama creixia, també va augmentar el prestigi personal, el poder polític, la riquesa i les posicions de rang per a ella i la seva família. Lucrècia va participar a temps complet en la vida política i privada del rei.
L'únic obstacle per a la plena coronació de les ambicions matrimonials de Lucrezia, i per als desitjos no gaire secrets d'Alfonso, era la seva dona, Maria de Castella, la reina legítima, piadosa i pacient que, però, vivia a la Península Ibèrica.
La separació dels cònjuges, l'esterilitat del seu matrimoni i, sobretot, la circumstància que el 1455 havia estat elegit al tron papal Calixt III, oncle d'un cunyat de Lucrècia, la va convèncer perquè intentés l'anul·lació del matrimoni del rei. Amb l'aprovació convençuda d'Alfons, l'11 d'octubre de 1457 Lucrècia, va arribar a Roma amb una sumptuosa processó de dames i senyors formada per cinc-cents cavalls, va ser rebuda pel papa que, tot i haver-la rebut amb honors i magnanimitat normalment reservats a una reina, no va voler complir la petició: els dons de saviesa i eloqüència que mostrava Lucrècia no van aconseguir influir sobre la fe i la lleialtat del Papa cap a la reina. Aleshores, Alfonso, emprenyat, va abandonar Capua el 27 d'octubre següent, i va anar a Roma per trobar-la.
Alfons va intentar consolar la seva afavorida amb afecte, dedicació i reconeixement tangible, però el 27 de juny de 1458, a la mort del rei, Lucrècia es va trobar no només sense el regne desitjat, sinó sense ser nomenada en el testament i, a més, no li va agradar al successor del tron, Ferran I de Nàpols i la seva dona Isabel de Chiaromonte.
Abandonat Nàpols, va passar uns anys entre Dalmàcia i Ravenna, abans de traslladar-se definitivament a Roma, on viurà els seus últims anys enmig de la riquesa i la fama adquirides mentrestant.
Va morir el 19 de febrer de 1479 i la seva propietat es va dividir entre la família i el monestir de San Domenico maggiore de Nàpols. Va ser enterrada a la basílica de Santa Maria sopra Minerva, a Roma, però, no hi ha ni la tomba ni la làpida.
Tot i això, la memòria de Lucrècia es va mantenir en el sentiment popular romà, que va atribuir el nom de Madame Lucrezia al bust anònim de l'època romana, d'uns 3 metres d'alçada, actualment situat en una base a la cantonada entre el Palazzo Venezia i l'església Sant Marc de Roma, a la Piazza Venezia, prop del lloc on Lucrezia va viure els seus anys a Roma.
És possible que l'única figura femenina que aparegui a la processó del triomf d'Alfons V, a l'arc inferior del Maschio Angioino de Nàpols, sigui el retrat de la bella Lucrècia.